# Equipe de Saúde da Família
A equipe de Saúde da Família (eSF) é o núcleo da organização do trabalho na Estratégia Saúde da Família (ESF), modelo ordenador da atenção primária à saúde (APS) no âmbito do Sistema Único de Saúde. Desde a concepção do Programa Saúde da Família (PSF), na década de 1990, que está determinado o trabalho em equipes multiprofissionais nas unidades de atenção primária. Àquela época, recomendava-se que uma eSF fosse composta, no mínimo, por um médico de família ou generalista, enfermeiro, auxiliar de enfermagem e agentes comunitários de saúde (ACS), com a possibilidade de adaptações às necessidades específicas de algumas comunidades. Algum tempo depois, profissionais da saúde bucal (cirurgião-dentista, técnico em saúde bucal e auxiliar em saúde bucal) também foram incorporados à equipe multiprofissional da ESF. Mais recentemente, os agentes de controle de endemias (ACE) também foram incorporados à eSF.
A Política Nacional de Atenção Básica (PNAB) prevê um regime diferenciado para as eSF dedicadas a populações específicas, permitindo uma composição variável da equipe, como o número de profissionais, carga horária de trabalho, meios de transporte etc. É o caso das equipes de Saúde da Família Ribeirinha (eSFR), que atuam em unidades básicas de saúde (UBS) nas regiões da Amazônia Legal e pantaneira, abrangendo um vasto território com comunidades de difícil acesso. As equipes de Saúde da Família Fluviais (eSFF) se dedicam a alcançar comunidades ribeirinhas dispersas, também por meio fluvial, através das Unidades Básicas de Saúde Fluviais, embarcações equipadas para atender as pessoas no local que habitam. As equipes de Consultório na Rua (CnR) são responsáveis pelo cuidado da população em situação de rua, desempenhando um trabalho itinerante, nas ruas e em locais específicos, além da unidade de saúde. As equipes de Atenção Básica Prisional (eABP) desenvolvem os cuidados em saúde das pessoas privadas de liberdade em unidades prisionais ou na UBS vinculada.
Uma nova modalidade de equipe foi criada pela PNAB-2017, as equipes de Atenção Básica (eAB). Elas se diferenciam das eSF pelo número reduzido de profissionais (médico de família, enfermeiro e auxiliar/técnico de enfermagem) e pela carga horária mínima. É exigida uma carga horária semanal de 40 horas por categoria, permitindo-se a contratação de profissionais com uma carga a partir de 10 horas semanais e restringindo-se a três o máximo de funcionários por categoria. Alguns autores se manifestaram com críticas a esta nova modalidade de equipe, descrevendo-a como um retrocesso no modelo de organização da APS e como um reforço do modelo biomédico ao admitir uma equipe com menor presença no serviço, desfavorecendo o vínculo, a responsabilidade sanitária e a continuidade do cuidado.